# Eastlake (Ohio)
Eastlake é uma cidade localizada no estado norte-americano de Ohio, no Condado de Lake.

## Demografia
Segundo o censo norte-americano de 2000, a sua população era de 20.255 habitantes.
Em 2006, foi estimada uma população de 19.669, um decréscimo de 586 (-2.9%).

## Geografia
De acordo com o United States Census Bureau tem uma área de
16,9 km², dos quais 16,6 km² cobertos por terra e 0,3 km² cobertos por água. Eastlake localiza-se a aproximadamente 187 m acima do nível do mar.

## Localidades na vizinhança
O diagrama seguinte representa as localidades num raio de 8 km ao redor de Eastlake.